# Coccotropsis gymnoderma
Coccotropsis gymnoderma är en fiskart som först beskrevs av Gilchrist, 1906.  Coccotropsis gymnoderma ingår i släktet Coccotropsis och familjen Tetrarogidae. Inga underarter finns listade i Catalogue of Life.